# Wydział Nauk o Ziemi i Gospodarki Przestrzennej Uniwersytetu Marii Curie-Skłodowskiej
Wydział Nauk o Ziemi i Gospodarki Przestrzennej Uniwersytetu Marii Curie-Skłodowskiej – jeden z trzynastu wydziałów Uniwersytetu Marii Curie-Skłodowskiej w Lublinie. 

## Historia
Wydział powstał w 2011 roku, wskutek podziału Wydziału Biologii i Nauk o Ziemi na wydziały: Biologii i Biotechnologii oraz Nauk o Ziemi i Gospodarki Przestrzennej.

## Kierunki kształcenia
Dostępne kierunki:
- Geografia (studia I i II stopnia)
- Geografia wojskowa i zarządzanie kryzysowe (studia I i II stopnia)
- Geoinformatyka (studia I i II stopnia)
- Gospodarka przestrzenna (studia I i II stopnia)
- Tourism management (studia I stopnia)
- Turystyka i rekreacja (studia I i II stopnia)
- Systemy informacji geograficznej w praktyce (studia podyplomowe)
- Lider zarządzania kryzysowego (studia podyplomowe)

## Poczet dziekanów
1. prof. dr hab. Radosław Dobrowolski (2011–2016)
2. dr hab. Sławomir Terpiłowski (2016–2019)
3. dr Jolanta Rodzoś (od 2019)

## Władze Wydziału
W kadencji 2020–2024:
| Stanowisko                 | Imię i nazwisko                  |
| -------------------------- | -------------------------------- |
| Dziekan                    | dr Jolanta Rodzoś                |
| Prodziekan ds. Studenckich | prof. dr hab. Wojciech Zgłobicki |

## Struktura organizacyjna

### Instytut Geografii Społeczno-Ekonomicznej i Gospodarki Przestrzennej
Dyrektor: dr hab. Wojciech Janicki
- Katedra Geografii Regionalnej i Turyzmu
- Katedra Geografii Społeczno-Ekonomicznej
- Katedra Geomatyki i Kartografii
- Katedra Gospodarki Przestrzennej

### Instytut Nauk o Ziemi i Środowisku
Dyrektor: dr hab. Sławomir Terpiłowski
- Katedra Geologii, Gleboznawstwa i Geoinformacji
- Katedra Geomorfologii i Paleogeografii
- Katedra Hydrologii i Klimatologii